# Borte
Börte (c.1162 - c. 1224) fue la primera y principal esposa del emperador mongol Gengis Kan. 
Aunque Gengis Kan tuvo más esposas, como era normal entre los mongoles, la primacía de Börte era indiscutible y fueron sus hijos los que gobernaron el gigantesco imperio que se formó a la muerte de Gengis. Existían dudas sobre la legitimidad de su primogénito, Yochi, pero su hijo Batu fue el primer Kan de la Horda de Oro mientras que en el segundo, Chagatai, está el origen del Imperio mogol de la India. Su tercer hijo Ogodei y el hijo de este, Guyuk heredaron el título de Gran Kan, y por parte de su cuarto hijo, Tolui, son nietos suyos otro Gran Kan como Mongke, el emperador de China Kublai Kan y el fundador del Ilkanato de Persia, Hulegu.

## Biografía

### Juventud, esposa de Temuyín (c. 1162 - 1204)
Börte nació probablemente poco antes de 1162 ya que sabemos que era algo mayor que Temuyín (el nombre de nacimiento de Gengis Kan) en el momento en que Dei-sechin, el padre de Börte, y Yesugei, el padre de Temuyín, concertaron el matrimonio entre ambos cuando este último tenía ocho años. Sin embargo, la muerte de Yesuguei como consecuencia de un encuentro con un grupo de tártaros en el viaje de regreso, obligó a Temuyín a regresar con su familia.
No fue hasta 1178, siete años después, cuando Temuyín, acompañado de su medio hermano Belgutei, pudo volver en busca de Börte y dejarla en su ger junto a su madre, Hoelun. Poco después el campamento fue atacado por un grupo de jinetes merkitas y Temuyín no pudo evitar que estos raptaran a su esposa y a su madrastra, Sochigel. Este tipo de secuestros para hacerse con mujeres eran relativamente habituales entre las tribus mongolas, la misma Hoelun se había convertido de esa manera en la esposa de Yesuguei. Entonces Temuyín propuso a Ong Kan, gobernante de los keraitas, una alianza contra los merkitas y, en una audaz incursión contra su campamento los derrotó y recuperó a Börte.
La Historia secreta de los mongoles describe con todo detalle el reencuentro entre Temuyín y Börte y como finalmente «se echaron uno en brazos del otro». Poco después Temuyín se enteró de que Börte estaba embarazada y, en 1179, dio a luz a su primer hijo al que Temuyín puso el nombre de Yochi, que significa 'huésped' o 'invitado'. Esta podría indicar que Temuyín tenía dudas sobre la paternidad del niño, pero en cualquier caso esta circunstancia afectó directamente a la historia mongola de todo el siglo siguiente.
Hasta 1202 Börte siguió siendo la única esposa de Temuyín y para entonces ya habían nacido Chagatai, Ogedei, Tolui y varias hijas. Ese año Ong Kan encargó a Temuyín una campaña contra los tártaros que concluyó tan exitosamente que los vencidos se contaban por miles. Entonces Temuyín, en contra de las costumbres vigentes hasta el momento, decidió integrar en su tribu a los supervivientes una vez eliminados los jefes vencidos de cada clan, y él mismo tomó como segundas esposas a dos hermanas de la aristocracia tártara: Yesui y Yesuguen. Esta política tenía como objetivo, que finalmente constituyó una de las bases de sus enormes triunfos, terminar con los endémicos enfrentamientos en las estepas y unificar bajo su mando a todos los pueblos derrotados.

### Börte, Katun de los mongoles (1204 - c. 1224)
Antes de hacerse con el control de todas las tribus mongolas Temuyín necesitó derrotar tanto a uno de sus viejos amigos y aliados, Yamuja, como al mismo Ong Khan y la influencia de Börte sirvió para que algunos de sus parientes se pasaran al bando de su esposo. Cuando este se convirtió en el Gran Kan la primera ley del nuevo código que instituyó fue precisamente la prohibición del rapto de mujeres que habían sufrido tanto la propia Börte como la madre de Gengis.
Las esposas principales de los kanes podían llegar a tener una enorme influencia y, de hecho, como después de la muerte de Gengis Kan, ostentar el poder real como regentes o como gobernantes de facto. También Gengis Kan confiaba en Börte como en ningún otro miembro de su familia y parece que fueron sus consejos los que decidieron finalmente la caída en desgracia del chamán Teb Tengueri en su rivalidad con el hermano menor de Gengis, Temugue.
Las últimas noticias de Börte de que disponemos proceden de la kurultái, asamblea mongola de clan, en la que Gengis Kan, unos años antes de su muerte, intentó pactar pacíficamente la sucesión al trono entre los cuatro hijos de Börte. Aunque no consta su presencia, en aquel momento debía seguir viviendo en Avarga, ciudad fundada por Gengis Kan cerca de un manantial con cuyas aguas, según la tradición, Börte curó a su hijo Ogodei de una grave enfermedad. Börte debió morir allí entre 1219 y 1224.